# 드림엑스
드림엑스는 1999년 9월에 드림라인이 개설한 포털사이트이다. 이후 2002년 7월 9일 하나로통신(현재 SK브로드밴드)의 하나넷과 통합하여 하나포스닷컴을 개설한 뒤 이후 SK브로드밴드와 지분관계를 정리하여 2010년 4월 1일부터 하나로드림이 드림엑스라는 이름으로 운영중이다.

## 서비스
- 뉴스 : 인터넷뉴스와 네티즌세상이라는 게시판이 제공되고 있다.
- 영화 : 유료 및 무료 VOD와 만화, 화보등의 이미지를 제공하고 있다.
- 만화 : 유료 및 무료 만화, 국내외 만화를 제공하고 있다.
- 문자 : 인터넷으로 비교적 저렴하게 대량의 문자를 발송할 수 있는 서비스를 제공하고 있다.
- 팩스 : 인터넷으로 팩스기능 수행, 팩스번호를 발급받아 대량 동보발송, 수신기능등을 제공받을 수 있다.
- 쇼핑 : 오픈마켓등의 쇼핑몰에서 구매한 금액의 일부를 적립금으로 돌려주고, 은행계좌로 머니백할 수 있다는 것이 장점이다.
- 자료실 : 무료로 백신등의 소프트웨어를 다운받을 수 있는 서비스를 제공한다. 인증없이도 다운로드 가능한 것이 장점이다.
- 이외 운세, 포커게임, 플래쉬게임 등의 서비스를 제공하고 있다.